# Calea chapadensis
Calea chapadensis là một loài thực vật có hoa trong họ Cúc. Loài này được Malme mô tả khoa học đầu tiên năm 1932.